# Honorararzt
Ein Honorararzt (auch Leiharzt) ist ein Arzt, der als selbständiger Unternehmer bei wechselnden Auftraggebern (meist Praxen und Kliniken) auf eigene Rechnung gegen Honorar tätig wird.
In nennenswerten Dimensionen werden Honorarärzte in Deutschland seit ca. 2006/2007 eingesetzt. Verlässliche Angaben zum Ausmaß des Einsatzes von Honorarärzten in Deutschland gibt es dabei nicht: Schätzungen sprechen von 2000 bis 5000 honorarärztlich tätigen Ärzten (2010). Die Tendenz ist steigend: mittlerweile gibt es auch bei Ärzten einen Fachkräftemangel.
Das Phänomen Honorararzt wird zweischneidig beurteilt: Einerseits können Ärzte, die kurzfristig und flexibel einsetzbar sind, insbesondere in strukturschwachen Regionen Versorgungsengpässen vorbeugen. Außerdem bedeutet diese Art der Tätigkeit aufgrund der mit ihr verbundenen höheren Eigenständigkeit und Wertschätzung für viele Ärzte eine deutlich höhere Arbeitszufriedenheit. 
Andererseits verstärkt der Einsatz von externen Auftragnehmern zu scheinbar besseren Konditionen häufig die Unzufriedenheit der Mitarbeiter beim jeweiligen Auftraggeber: Fälschlicherweise wird häufig der Umsatz eines Honorararztes mit dem Gehalt eines angestellten Arztes verglichen; der Selbständige jedoch muss sich selbst versichern, seine Alters- und andere Vorsorgeleistungen selbst erbringen usw. Dennoch glauben auch Honorarärzte, dass eine Festanstellung viel weniger Bezahlung bei viel mehr Stress bedeutet.
Der Einsatz von Honorarärzten kann dabei allerdings nicht zur Behebung von bestehenden, beispielsweise strukturellen, Defiziten dienen.
Die meisten Honorarärzte lassen sich von spezialisierten Agenturen vermitteln. Mit der Entstehung eines Marktes für Honorarärzte hat die Anzahl der Agenturen seit 2009 deutlich zugenommen.